# Casa de Portocarreiro
A Casa de Portocarreiro ou Casa de Portocarrero teve origem numa das mais importantes famílias nobres da Andaluzia. Iniciou-se com reconquista peninsular quando reuniram os domínios de Moguer, de Villanueva del Fresno na pessoa de Martin Fernandes de Portocarreiro que foi o II Senhor de Moguer e I Senhor de Vila nova del Fresno.
Nasceu assim, o Morgado do Senhoria de Moguer que daria origem ao futuro título de Marquês de Villanueva del Fresno.
Os Portocarreiros passaram a utilizar o título de Ricos homens e a viver dentro do círculo da nobreza andaluza, estando ligados à corte pelo desempenho das suas funções.
Em 1520, o rei Carlos I de Espanha, Imperador do Sacro Império Romano com o nome de (Carlos V).  concedeu o título de “Grande de Espanha” a João Portocarreiro (IX senhor de Moguer) pelos serviços prestados à coroa.
Esta família vai buscar a sua linhagem de ascendência a Galiza, pelo que o seu nome deriva do seu lugar de assentamento no que actualmente corresponde às províncias espanholas de Lugo e de Corunha.
Pelo casamento entroncou com uma família portuguesa tendo todo o seu património passado ao Reino de Portugal. Em meados do Século XIII voltaram a Castela alguns membros desta família, sendo que entre eles se encontrava Martin Fernández Portocarreiro, que vai ser pajem de câmara do rei Sancho IV de Leão e Castela, vindo posteriormente a servir o rei Fernando IV de Leão e Castela. Teve dois filhos: Fernán Pérez Portocarreiro e Martin Fernández Portocarreiro. Este último casou com Maria Tenorio, filha do Almirante Alonso Jofre Tenorio, dando origem a uma longa linhagem ligada aos Senhorios de Moguer e de  Villanueva del Fresno.

## Senhores de Portocarreiro

### Casa de Portocarreiro
- D. Garcia Afonso
- D. Raimundo Garcia (1100-?)
- D. Ouroana Raimundes e o seu esposo, Henrique Fernandes de Toledo (1110-?)

## Genealogia dos primeiros Senhores de Portocarreiro
- D. Afonso Garcia de Leão, c.c.?
  - D. Garcia Afonso de Leão, c.c. D. Estevainha Mendes
    - D. Raimundo Garcia de Portocarreiro (1100-?), c.c. D. Gontinha Nunes de Azevedo
      - D. Ouroana Raimundes de Portocarreiro, c.c. D. Henrique Fernandes de Toledo (1110-?)
      - D. Dórdia Raimundes de Portocarreiro, c.c. D. Rodrigo Anes de Penela
      - D. Teresa Raimundes de Portocarreiro, freira
      - D. Elvira Raimundes de Portocarreiro, freira

    - D. Monio Garcia de Portocarreiro, senhor da quintã de Vilar.

### Portocarreiro-Toledo
- D. Ouroana Raimundes de Portocarreiro, c.c. D. Henrique Fernandes de Toledo (1110-?)
  - D. Egas Henriques de Portocarreiro (c.1146-?), c.c. D. Teresa Gonçalves de Curveira
    - D. João Viegas de Portocarreiro
    - D. Gomes Viegas de Portocarreiro, O Peixoto
    - D. Gonçalo Viegas de Portocarreiro, c.c. D. Sancha Pires da Veiga
      - D. Pedro Gonçalves de Portocarreiro
      - D. Gonçalo Gonçalves I de Portocarreiro, clérigo, da barregã, Teresa Martins, teveː
        - D. Gonçalo Gonçalves II de Portocarreiro, legitimado em 1314

      - D. João Gonçalves de Portocarreiro, freire da Ordem do Hospital
      - D. Rui Gonçalves de Portocarreiro, O Bifardel, c.c. 1) D. Senhorinha Fernandes Chancinho 2)Teresa Anes, barregã
        - 1) D. Senhorinha Rodrigues de Portocarreiro, A Bifardel, c.c. D. Rui Martins II de Nomães
        - 2) D. João Rodrigues de Portocarreiro, O Bifardel
        - 2) D. Sancha Rodrigues de Portocarreiro, A Bifardel

      - D. Urraca Gonçalves de Portocarreiro, c.c. D. Fernão Afonso Gato
      - D. Maria Gonçalves de Portocarreiro, c.c. D. Vasco Martins Pimentel

    - D. Raimundo Viegas de Portocarreiro, c.c. D. Maria Ourigues da Nóbrega
      - D. João Raimundes de Portocarreiro, c.c. Dórdia Martins de Lisboa
        - D. Martim Anes I (de Portocarreiro), Raimundinho, c.c. Maria Vasques da Chamusca
          - D. Rui Martins da Chamusca
          - D. Teresa Martins da Chamusca, Raimundinha, c.c. D. Afonso Vasques Correia

        - D. Maria Anes de Portocarreiro, Raimundinha, c.c. D. João Pires II Redondo

      - D. Estêvão Raimundes de Portocarreiro, c.c. Elvira Fernandes de Santarém
        - D. Teresa Raimundes III (Esteves) de Portocarreiro, c.c. D. Martim Mendes de Basto
        - D. Gonçalo Esteves de Portocarreiro

      - D. Urraca Raimundes de Portocarreiro, abadessa do Mosteiro de Lorvão
      - D. Teresa Raimundes II de Portocarreiro (m. maio de 1315), monja em Lorvão, e abadessa do Mosteiro de Celas
      - D. Maria Raimundes de Portocarreiro, c.c. D. João Anes de Paiva
      - D. Martim Raimundes de Portocarreiro
      - D. Fernão Raimundes de Portocarreiro

    - D. Lourenço Viegas de Portocarreiro, c.c. Elvira Reinaldes de Coimbra
      - D. Teresa Lourenço de Portocarreiro, c.c. Gil Martins de Coreixas

    - D. Urraca Viegas de Portocarreiro, c.c. Estêvão Anes Pintalha Parda
    - D. Pedro Viegas de Portocarreiro O Maça Madeira

  - D. João Henriques de Portocarreiro (?- 20 de junho de 1234), c.c. D. Mor Viegas Coronel de Sequeira
    - D. Fernão Anes I de Portocarreiro
    - D. Pedro Anes I de Portocarreiro, c.c. D. Maria Pires Bravo
      - D. João Pires de Portocarreiro, c.c. D. Mor Anes Coelho
        - D. Martim Anes II de Portocarreiro
        - D. Fernão Anes II de Portocarreiro, c.c. D. Maria Gonçalves de Pereira, D. Berengária Rodrigues (Teles) Raposo
        - D. Guiomar Anes de Portocarreiro, c.c. D. João Anes de Zamora
        - D. Maria Anes de Portocarreiro, abadessa do Mosteiro de Entre-os-Rios
        - D. Teresa Anes de Portocarreiro, c.c. D. Gonçalo Martins Camelo,
        - D. Inês Anes de Portocarreiro, monja do Mosteiro de Entre-os-Rios

      - D. Gonçalo Pires de Portocarreiro, c.c. D. Maria Martins da Cunha
        - D. Martim Gonçalves de Portocarreiro, c.c. D. Elvira Soares de Barbosa
          - D. Rui Martins II de Portocarreiro, c.c. Constança Gil

        - D. Margarida Gonçalves de Portocarreiro, freira em Arouca

      - D. Martim Pires de Portocarreiro, com D. Maria Gonçalves Coronel, barregã, teveː
        - D. Gonçalo Anes Coronel de Portocarreiro, c.c. D. Teresa Lopes de Paramo de Negrelos
          - D. Fernão Gonçalves de Portocarreiro
          - D. Maria Afonso (Gonçalves) Coronel de Portocarreiro, c.c. D. Álvaro Dias de Alfaro

      - D. Fernão Pires I de Portocarreiro, c.c. D. Maria Martins de Baguim
        - D. Martim Fernandes I de Portocarreiro O Maior, c.c. D. Inês Frederico da Lombardia
          - D. Martim Fernandes IV (Martins) de Portocarreiro, c.c. D. Maria Afonso Tenório
            - D. Afonso Fernandes (Martins) de Portocarreiro, c.c. 1) Francisca Sarmento, 2) D. Teresa Mendes de Benavides
              - 1) D. Martim Fernandes V de Portocarreiro

          - D. Fernão Pires II (Martins) de Portocarreiro
          - D. João Fernandes (Martins) de Portocarreiro

        - D. Martim Fernandes II de Portocarreiro, c.c. D. Aldonça Vasques da Granja
          - D. Gonçalo Martins de Portocarreiro, c.c. D. Leonor Afonso de Portugal

        - D. Martim Fernandes III de Portocarreiro Gervas, O Menor, c.c. D. Inês Fernandes da Teixeira
        - D. Maria Fernandes de Portocarreiro, prioresa de Arouca
        - D. Guiomar Fernandes de Portocarreiro, monja de Arouca
        - D. Joana Fernandes I de Portocarreiro, monja de Arouca
        - D. Vasco Fernandes de Portocarreiro

      - D. Margarida Pires de Portocarreiro, c.c. D. Pedro Anes de Vasconcelos

    - D. Martim Anes I de Portocarreiro, c.c. ?
      - D. Fernão Martins de Portocarreiro
      - D. Martim Martins de Portocarreiro, de barregã, Sancha Piresː
        - D. Rui Martins II de Portocarreiro, legitimado em 1310

    - D. Gonçalo Anes de Portocarreiro, c.c. Teresa Gil Feijó
      - D. Fernão Gonçalves I de Portocarreiro, c.c. D. Maria Martins da Teixeira
        - D. Martim Esteves (Fernandes) de Portocarreiro
        - D. Afonso Fernandes de Portocarreiro

      - D. Mor Gonçalves de Portocarreiro, c.c. D. Paio Soares de Paiva
      - D. Maria Gonçalves II de Portocarreiro, monja no Mosteiro de Arouca

    - D. Lourenço Anes de Portocarreiro, c.c. 1) D. Urraca Gonçalves de Cerveira 2) D. Guiomar Rodrigues Fafes
      - 1) D. João Lourenço de Portocarreiro, c.c. ?, Sancha Nicolau Sareca
      - 1) D. Pedro Lourenço de Portocarreiro, c.c. Dórdia Martins
      - 1) D. Teresa Lourenço II de Portocarreiro
      - 2) D. Martim Lourenço de Portocarreiro
      - 2) D. Rui Lourenço de Portocarreiro, c.c. 1) D. Maria Anes de Soalhães, 2) D. Maria Martins de Freitas
        - 1) D. João Rodrigues I de Portocarreiro, c.c. D. Margarida Fernandes Moreira
          - D. Fernão Anes III de Portocarreiro, c.c. D. Maria Rodrigues de Pimentel-Resende
            - D. João Rodrigues II de Portocarreiro, c.c. D. Mécia Anes da Silva
              - D. Mor Anes de Portocarreiro, c.c. D. João Afonso Telo de Meneses

      - 2) D. Maria Lourenço de Portocarreiro, c.c. D. Martim Esteves Buval, D. Pedro Martins Soveral
      - 2) D. Sancha Lourenço de Portocarreiro, monja em Arouca
      - 2) D. Mor Lourenço de Portocarreiro, monja em Arouca

  - D. Sancha Henriques de Portocarreiro, c.c. D. Rui Gonçalves Pereira, D. Paio Soares de Paiva, Romeu
  - D. Urraca Henriques de Portocarreiro, c.c. D. Gueda Gomes Guedeão